# Hyundai Elantra
O Elantra é um sedan médio, produzido pela Hyundai Motor Company, lançado em 1990. Sucedeu ao Stellar. Em sua atual geração(a 5ª), lançada em 2010, o desenho segue a filosofia escultura fluída e assemelha-se ao do modelo maior, Sonata. Possui também as versões Coupé, lançada em 2012 e Station Wagon, presente nos anos 90 e atualmente; através da versão SW do i30; que nos Estados Unidos é vendido como Elantra Touring. O modelo é fabricado em Ulsan, na Coreia do Sul, e seu modelo 2014 é equipado com seis airbags, controle de estabilidade e de tração, freios ABS com distribuição eletrônica da força de frenagem (EBD) e assistente de frenagem.

## Galeria
- Primeira geração (1990-95)
- Segunda geração (1995-00)
- Terceira geração (2000-06)
- Quarta geração (2006-10)
- Quinta geração (2010-2015)
- Sexta geração (2016-2020)
- Facelift 2019
- Sétima geração (2020-presente)